# Mola del Pau
La Mola del Pau és una muntanya de 325 metres que es troba al municipi de Paüls, a la comarca catalana del Baix Ebre.